# St. Märgen
St. Märgen est une commune de Bade-Wurtemberg (Allemagne), située dans l'arrondissement de Brisgau-Haute-Forêt-Noire, dans le district de Fribourg-en-Brisgau.

## Jumelage
- Erdeven (France) depuis 1997